# Serbokroatischsprachige Wikipedia
Die serbokroatischsprachige Wikipedia (serbokroatisch Википедија на српскохрватском језику Wikipedija na srpskohrvatskom jeziku) ist die serbokroatische Version der Enzyklopädie Wikipedia. Es gibt auch nationale Wikipedia-Versionen für die verschiedenen standardisierten Varianten der serbokroatischen Sprache, darunter Bosnisch, Kroatisch und Serbisch. Sie ist in lateinischer Schrift mit einem Konverter ins Kyrillische geschrieben. Die serbokroatische Wikipedia umfasst derzeit über 450.000 Artikel.

## Geschichte
Die serbokroatische Wikipedia wurde ursprünglich am 16. Januar 2002 unter der Adresse sh.wikipedia.com gestartet und wechselte am 23. Dezember 2002 zu ihrer aktuellen Adresse sh.wikipedia.org. Am 12. Dezember 2002 wurde später eine separate bosnische Wikipedia gegründet einschließlich Artikeln aus der ursprünglichen serbokroatischen Wikipedia. Am 16. Februar 2003 wurden getrennte kroatische und serbische Wikipedias gestartet. Ab 2023 existiert keine montenegrinische Wikipedia; Von 2006 bis 2008 gab es eine experimentelle Crnogorska Enciklopedija, Vorschläge für eine montenegrinische Wikipedia wurden jedoch viermal vom Wikipedia-Sprachkomitee abgelehnt.
Die serbokroatische Wikipedia wurde im Februar 2005 wegen Inaktivität geschlossen, aber im Mai 2005 wieder geöffnet. Einige Redakteure waren dagegen, wie etwa Caesarion, der einräumte, dass Serbokroatisch mit Bosnisch, Kroatisch und Serbisch verständlich sei, „aber die Wunden der Balkankriege der 1990er Jahresind noch zu frisch, damit Serben, Kroaten und Bosnen auf einer Wikipedia kooperieren können. Wir müssen separate Wikipedias verwenden, nur um das gesamte Projekt friedlich zu halten.“ Das Argument, es wieder zu öffnen, war jedoch erfolgreich, da sich Redakteure wie Pokrajac bemühten, der erklärte: „Also, diese Wikipedia (wenn sie geöffnet wird) wird absolut NPOV, liberal und antinationalistisch sein. Viele liberale und antinationalistische Menschen sagten, dass sie trotz Balkankrieg(en) Serbokroatisch sprechen.‘ Richard Rogers (2015) kam zu dem Schluss, dass die separaten Wikipedias für Bosnisch, Kroatisch und Serbisch als „Lösungen für die Last der Zusammenarbeit“ geschaffen wurden nach den Balkankriegen“. Er analysierte weiter, wie jede dieser Wikipedias sowie die niederländische und die englische Wikipedia einen Eintrag zum Massaker von Srebrenica im Juli 1995 erstellten oder übersetzten, wobei er feststellte, wie Benutzer die Titel dieses Artikels in jeder Wikipedia änderten, und diskutierte, welcher Titel am besten passte. Rogers stellte fest, dass die serbokroatische Wikipedia in diesem Prozess als neutral und einigend galt und versucht wurde, die beste Balance zwischen verschiedenen Standpunkten zu finden und „sowohl den bosnischen als auch den serbischen Standpunkt aufzuweichen“. Wie die meisten Wikipedias nannte die serbokroatische Wikipedia das Ereignis nach vielen Diskussionen im Laufe der Jahre „Massaker von Srebrenica“, während die bosnische und kroatische Wikipedia es „Völkermord von Srebrenica“ und die niederländische Wikipedia „Fall von Srebrenica“ nannten. Im Jahr 2021 wurde der Artikel jedoch in „Völkermord von Srebrenica“ umbenannt.
Im September 2014 war die serbokroatischsprachige Wikipedia nach der Anzahl der Artikel die zweitgrößte südslawische Wikipedia nach der serbischsprachigen Wikipedia. Im Jahr 2017 war es die viertgrößte slawische Version insgesamt mit 0,44 Millionen Artikeln (7,6 % aller Artikel in slawophonen Wikipedias, hinter Russisch mit 1,4 Millionen, Polnisch mit 1,24 Millionen und Ukrainisch mit 0,74 Millionen), vor Serbisch bei 0,37 Millionen. Stand Februar 2024 ist die serbokroatische Wikipedia die zweitgrößte südslawische Version und die 31. größte Wikipedia der Welt. Ein wesentlicher Teil der serbokroatischen Wikipedia-Artikel sind kleine Artikel mit Bezug zu Geographie, Astronomie und Chemie, die zwischen 2013 und 2015 von Bots erstellt wurden.